# بينا في تيفيرينا
بينا في تيفيرينا (بالإيطالية: Penna in Teverina)‏ هي بلدية في مقاطعة تيرني في إقليم أومبريا الإيطالي.

## السكان
في سنة 1861 بلغ عدد السكان 712 نسمة، وتطور العدد ليصل في سنة 2011 لـ 1٬056 نسمة.
يظهر هذا المخطط البياني تطور النمو السكاني لـ بينا في تيفيرينا